# Jason Manns
Jason Manns (Bowling Green, Virgínia, E.U.A.) é um músico folk/rock, que lançou seu álbum de estréia em 2005. Manns se mudou para Los Angeles, Califórnia, com o seu irmão, Matt, em 2002. Após graduar-se em Marketing de Negócios e Bacharel em Inglês pela Faculdade de William e Mary. Jason também cantou os vocais de fundo para o CD de Steve Carlson "Rollin' On" (junto com Jensen Ackles) nas faixas "Hummingbird Billy", "Rocking Chair" e "Wasted Jamie". Jensen Ackles cantou como backing vocal para Jason em diversas ocasiões.
Ele também trabalhou como ator aparecendo em The Plight of Clownana, que foi co-produzido por Jensen Ackles. Jason também aparece como Bret no filme Cake: A Wedding Story (2007).
Jason fez uma série de turnês do Reino Unido com shows em Portsmouth, Londres, Cambridge, Cardiff, Birmingham, Manchester e Brighton.

## Discografia
- Jason Manns (2005)
- Soul (2010)
- Move (2013)
- Christmas With Friends (2014)